# 楊壽
楊壽（1429年—？），字愷之，浙江杭州府錢塘縣人，明朝政治人物。進士出身。

## 生平
浙江鄉試第一百二十二名。天順元年（1457年）丁丑科會試第一百四十一名，殿試登進士第二甲第八十八名。

## 家族
曾祖楊復善。祖父楊恒。父亲楊仲和。